# Rentabilidad financiera
En finanzas, la rentabilidad financiera, rentabilidad para el accionista o «ROE» (por sus iniciales en inglés, return on equity) relaciona el beneficio económico con los recursos propios necesarios para obtener ese lucro. Para una empresa, el ROE indica la rentabilidad que obtienen los accionistas (únicos proveedores de capital que no tienen una rentabilidad asegurada) sobre el capital que han invertido, excluyendo recursos de terceros, como la deuda financiera.
La rentabilidad financiera puede entenderse como una medida del beneficio que obtiene una compañía con relación a los fondos invertidos por los accionistas. Se suele expresar como porcentaje.
La rentabilidad financiera, ROE, se calcula:
{\displaystyle ROE={\frac {Beneficio\ neto}{Patrimonio\ Neto}}}
Por ejemplo, si se coloca en una cuenta un millón y los intereses generados son cien mil, la rentabilidad es del 10%. La rentabilidad de la cuenta se calcula dividiendo la cantidad generada y la cantidad que se ha necesitado para generarla.
Sumando al numerador del anterior ratio la cuota del impuesto que grava la renta de la sociedad, se obtiene la rentabilidad financiera antes de los impuestos. Cuando la rentabilidad económica es superior al coste del endeudamiento (expresado ahora en tanto por ciento, para poder comparar, y no en valor absoluto como anteriormente), cuanto mayor sea el grado de endeudamiento mayor será el valor de la rentabilidad financiera o rentabilidad de los accionistas, en virtud del juego del denominado efecto palanca. Por el contrario, cuando la rentabilidad económica es inferior al coste de las deudas (el capital ajeno rinde menos en la empresa de lo que cuesta) se produce el efecto contrario: el endeudamiento erosiona o aminora la rentabilidad del capital propio.

## Descomposición: Fórmula de DuPont
A efectos de poder realizar un análisis más detallado de las causas que generan rentabilidad, en la empresa DuPont desarrolló a principios del siglo XX la fórmula de DuPont que desagrega la fórmula anterior en tres términos:

Existen empresas que siguen una estrategia de líderes en costes que basan su rentabilidad en una alta rotación con un bajo margen. Es decir venden mucha cantidad pero con poco margen en cada venta. En tanto otras empresas basan su rentabilidad en unos altos márgenes, pero una rotación baja..

Permite a la empresa dividir su retorno en los componentes de utilidad sobre ventas y eficiencia sobre uso de los activos.

Se pueden introducir en la expresión otras variables que afectan a la rentabilidad financiera: ventas y activos.
{\displaystyle ROE={\frac {Beneficio\ neto}{Recursos\ propios}}\times {\frac {Ventas}{Ventas}}\times {\frac {Activo}{Activo}}}
Por la descomposición y ampliación de la expresión se obtiene:
{\displaystyle ROE={\frac {Beneficio\ neto}{Ventas}}\times {\frac {Ventas}{Activo}}\times {\frac {Activo}{Recursos\ propios}}={Margen}\times {Rotaci{\acute {o}}n}\times {Apalancamiento}\,}
Los dos primeros componentes se muestran en el apartado anterior, el margen y la rotación. El tercer componente es el apalancamiento que se define como la relación entre las inversiones (el activo) y los recursos propios de la empresa.  Los dos primeros componentes son derivados de la operatoria del negocio, mientras que el tercero es el agregado financiero.  Un ROE que aumenta por crecimiento de Margen o Rotación es un ROE que crece por razones de negocio, mientras que un ROE que crece por un aumento del apalancamiento muestra una empresa que tiene un aumento en su riesgo financiero.
Una de las grandes ventajas de la descomposición del ROE mediante Dupont es que nos permite identificar los "drivers" de la rentabilidad y seguir su evolución en el tiempo.  De esta manera es posible seguir la evolución del Margen, la Rotación y el apalancamiento a lo largo del tiempo y poder identificar cuales son las causas de una caída de la rentabilidad y tomar medidas correctivas a tiempo.  Es útil crear un indicador de "Margen x Rotación" que ayuda a ver la contribución combinada de los componentes del negocio de la rentabilidad.